# Palma di Montechiaro
Palma di Montechiaro er en italiensk by (og kommune) i regionen Sicilien i Italien, med omkring 21.373(2023) indbyggere. 